# ジョン・ジョン・フローレンス
ジョン・ジョン・アレキサンダー・フローレンス（John john Florence, 1992年10月18日生まれ） は、ハワイアン・プロ・ サーファーである。
世界最高峰のサーファーが集まる伝統的な大会「トリプルクラウン（ Vans Triple Crown of Surfing）」に史上最年少の13歳で初参戦。2011年から世界サーフリーグ(ワールドサーフリーグ =WSL)の最高峰チャンピオンシップ・ツアー（CT）に出場し、2016年と2017年に2年連続で男子年間チャンピオンのタイトルを獲得したため 、世界一のサーファーとして周知される。
2018年と2019年のシーズンは同ツアーの途中で、2年連続で膝を負傷してツアー出場を断念している。
それでも "彼の時代中最も有力なパイプ・ライン・サーファーの１人" として知られる。偉大なアンディー・アイアンズ以降にバック-トゥ-バック世界タイトルを獲得した最初のハワイ生まれのサーファー である。